# Ægteskab og pigesjov
Ægteskab og pigesjov er en dansk stumfilm fra 1914, instrueret af August Blom og produceret af Nordisk Film Kompagni.

## Handling
| „ | Der er over dette Lystspil noget af det rigtige Københavner-Humør, der smitter og river med. Hvert enkelt af de vekslende Scener er saa barokke, saa fulde af sprudlende Lystighed, at Alvoren overgiver sig inden ret længe og viger Pladsen for den sunde og styrkende Latter. Der kunne passende som Motto over denne Film staa: Jeg kom, jeg saa, jeg lo! | “ |
|   | — Nordisk Film programtekst |   |

Modehandleren Mr. King (Rasmus Christiansen) er til bal i Kulhandlernes sangforening hvor han møder den skønne mørkøjede Sonja (Stella Kjerulf). Efter turen følger pigen modehandleren hjem, men kun til hans gadedør og ikke et skridt længere. King lister nu i seng, men heldigvis sover hans kone så fast at hun ikke hører ham komme sent hjem. Men næste dag finde konen et fotografi af Sonja i en af mandens lommer og så er der langt kul i kakkelovnen. "Hvem er denne dame?!" spørger hun edderspændt rasende. Men han slår hende hen med en kæk løgn.
Nogle dage senere modtager han i sin butik en kuffert, der ledsages af et brev. Da han lukker kufferten, op springer den smukke Sonja frem som en trold af en æske. Modehandlerens kone, der tilfældigvis er tilstede, bliver så chokeret af denne uventede hændelse, at hun dåner om, lige ned i den åbne kuffert. Manden øjner en mulighed og snarrådigt smækker han kufferten i, og mens han planlægger at flygte med pigen, får han kufferten sendt til sin sommervilla på Strandvejen, hvor tjenestepigen får sig en slem overraskelse, da det nu er konen, der springer frem fra kufferten. Fra altanen, der vender ud mod vandet, får konen dog øje på en damper og på dækket af denne, den utro ægtemand med sin mørkøjede skønhed. Men fru King er en beslutsom dame, og får hurtigt organiseret en fisker, som i sin motorbåd kan indhente damperen. Damen får fat i sin mand, som bliver tildelt en velfortjent straf. Efter den hårde straf bliver han hurtigt enig med sig selv om, at det skal vare en tid, før han roder sig ud i nye eventyr.

## Medvirkende
| Skuespiller              | Rolle                          |
| ------------------------ | ------------------------------ |
| Rasmus Christiansen      | Mr. King, modehandler          |
| Maja Bjerre-Lind         | Mrs. King, modehandlerens kone |
| Stella Kjerulf           | Sonja, en livlig pige          |
| Peter Jørgensen          |                                |
| Ingeborg Olsen           |                                |
| Ingeborg Jensen          |                                |
| Ellen Ferslev            |                                |
| Agnes Andersen           |                                |
| Dagmar Kofoed            |                                |
| Paula Ruff               |                                |
| Ebba Lorentzen           |                                |
| Fr. Bondesen             |                                |
| Ingeborg Bruhn Bertelsen |                                |
| Karen Christensen        |                                |

## Titel
supplerende danske titler:
- Mr. King paa Eventyr